# 오윤
오윤(吳潤, 1981년 9월 8일 ~ )은 전 KBO 리그 한화 이글스의 외야수이자, 현 KBO 리그 키움 히어로즈의 타격 보조코치이다.

## 선수 시절

### 현대 유니콘스시절
2000년 2차 2라운드(전체 12순위)를 지명을 받고 입단하였다. 입단 당시에는 포수였다. 하지만 그 당시 현대는 박경완이 주전이었기 때문에 1군 경기 출전 기회는 별로 없었다. 2군에 있는 동안 좋은 장타력을 자랑했으나 1군 경기에 출전하지 못했다.

### 상무 야구단시절
2003년에 입단하였다.

### 현대 유니콘스복귀
군 복무를 마친 후 2005년 1군에 처음 올라왔다. 이 때 외야수로 전향했는데, 수비와 타격 모두 뛰어난 편이 아니어서 많은 기회를 얻지 못했다.

### 넥센 히어로즈시절
2012년 5월 11일 첫 딸이 태어난 날 LG와의 경기에서 투수 한희를 상대로 승부에 쐐기를 박는 3점 홈런을 쳐 냈다. 그 해 1군에서 많은 경기를 소화했다. 특히 2013년에는 대타로 67경기에 출전해 2할대 후반의 타율을 기록하며 연봉이 인상됐고, 주목받는 듯 했으나 2014년 시즌에 외인 타자 비니 로티노와의 외야수 경쟁에서 밀리며 1군 출장 기회가 줄어들었고, 2군에서 머무는 기간이 많았다. 이 시즌 단 6경기 출장에 그쳤다.
기회를 얻기 위해 2014년 12월 자유 계약 공시를 요청했고, 2015년에 한화 이글스로 이적하였다.

### 한화 이글스시절
이적 후 시범 경기를 제외한 1군 경기에 단 한 경기도 출전하지 못했다. 결국 2015년 시즌 후 은퇴를 선언했다.

## 야구선수 은퇴 후
2017년 시즌부터 넥센 히어로즈의 육성군 수비/주루코치로 활동했다. 2018년 시즌부터 화성 히어로즈의 주루코치로 활동했다.

## 트리비아
- 좌완 투수에게 강한 편이라 주로 상대 선발 투수가 좌완 투수일 때 선발 출장하거나 상대 구원 투수가 좌완 투수일 때 대타로 출전했다.

## 출신 학교
- 합덕초등학교
- 온양중학교
- 북일고등학교

## 통산 기록
| 2000년      | 현대        | 1군 기록 없음                       | 1군 기록 없음                       | 1군 기록 없음                       | 1군 기록 없음                       | 1군 기록 없음                       | 1군 기록 없음                       | 1군 기록 없음                       | 1군 기록 없음                       | 1군 기록 없음                       | 1군 기록 없음                       | 1군 기록 없음                       | 1군 기록 없음                       | 1군 기록 없음                       | 1군 기록 없음                       | 1군 기록 없음                       | 1군 기록 없음                       | 1군 기록 없음                       | 1군 기록 없음                       | 1군 기록 없음                       | 1군 기록 없음                       |
| 2001년      | 현대        | 1군 기록 없음                       | 1군 기록 없음                       | 1군 기록 없음                       | 1군 기록 없음                       | 1군 기록 없음                       | 1군 기록 없음                       | 1군 기록 없음                       | 1군 기록 없음                       | 1군 기록 없음                       | 1군 기록 없음                       | 1군 기록 없음                       | 1군 기록 없음                       | 1군 기록 없음                       | 1군 기록 없음                       | 1군 기록 없음                       | 1군 기록 없음                       | 1군 기록 없음                       | 1군 기록 없음                       | 1군 기록 없음                       | 1군 기록 없음                       |
| 2002년      | 현대        | 1군 기록 없음                       | 1군 기록 없음                       | 1군 기록 없음                       | 1군 기록 없음                       | 1군 기록 없음                       | 1군 기록 없음                       | 1군 기록 없음                       | 1군 기록 없음                       | 1군 기록 없음                       | 1군 기록 없음                       | 1군 기록 없음                       | 1군 기록 없음                       | 1군 기록 없음                       | 1군 기록 없음                       | 1군 기록 없음                       | 1군 기록 없음                       | 1군 기록 없음                       | 1군 기록 없음                       | 1군 기록 없음                       | 1군 기록 없음                       |
| 2003년      | 현대        | 공익근무요원으로 군 대체 복무(상무) | 공익근무요원으로 군 대체 복무(상무) | 공익근무요원으로 군 대체 복무(상무) | 공익근무요원으로 군 대체 복무(상무) | 공익근무요원으로 군 대체 복무(상무) | 공익근무요원으로 군 대체 복무(상무) | 공익근무요원으로 군 대체 복무(상무) | 공익근무요원으로 군 대체 복무(상무) | 공익근무요원으로 군 대체 복무(상무) | 공익근무요원으로 군 대체 복무(상무) | 공익근무요원으로 군 대체 복무(상무) | 공익근무요원으로 군 대체 복무(상무) | 공익근무요원으로 군 대체 복무(상무) | 공익근무요원으로 군 대체 복무(상무) | 공익근무요원으로 군 대체 복무(상무) | 공익근무요원으로 군 대체 복무(상무) | 공익근무요원으로 군 대체 복무(상무) | 공익근무요원으로 군 대체 복무(상무) | 공익근무요원으로 군 대체 복무(상무) | 공익근무요원으로 군 대체 복무(상무) |
| 2004년      | 현대        | 공익근무요원으로 군 대체 복무(상무) | 공익근무요원으로 군 대체 복무(상무) | 공익근무요원으로 군 대체 복무(상무) | 공익근무요원으로 군 대체 복무(상무) | 공익근무요원으로 군 대체 복무(상무) | 공익근무요원으로 군 대체 복무(상무) | 공익근무요원으로 군 대체 복무(상무) | 공익근무요원으로 군 대체 복무(상무) | 공익근무요원으로 군 대체 복무(상무) | 공익근무요원으로 군 대체 복무(상무) | 공익근무요원으로 군 대체 복무(상무) | 공익근무요원으로 군 대체 복무(상무) | 공익근무요원으로 군 대체 복무(상무) | 공익근무요원으로 군 대체 복무(상무) | 공익근무요원으로 군 대체 복무(상무) | 공익근무요원으로 군 대체 복무(상무) | 공익근무요원으로 군 대체 복무(상무) | 공익근무요원으로 군 대체 복무(상무) | 공익근무요원으로 군 대체 복무(상무) | 공익근무요원으로 군 대체 복무(상무) |
| 2005년      | 현대        | 9                                   | 10                                  | 1                                   | 0                                   | 0                                   | 0                                   | 0                                   | 1                                   | 0                                   | 5                                   | 0                                   | 0                                   | 0                                   | 0                                   | 0.100                               | 0.100                               | 0.100                               | 0.200                               |                                     |                                     |
| 2006년      | 현대        | 1군 기록 없음                       | 1군 기록 없음                       | 1군 기록 없음                       | 1군 기록 없음                       | 1군 기록 없음                       | 1군 기록 없음                       | 1군 기록 없음                       | 1군 기록 없음                       | 1군 기록 없음                       | 1군 기록 없음                       | 1군 기록 없음                       | 1군 기록 없음                       | 1군 기록 없음                       | 1군 기록 없음                       | 1군 기록 없음                       | 1군 기록 없음                       | 1군 기록 없음                       | 1군 기록 없음                       |                                     |                                     |
| 2007년      | 현대        | 30                                  | 41                                  | 8                                   | 2                                   | 0                                   | 1                                   | 5                                   | 6                                   | 0                                   | 13                                  | 3                                   | 0                                   | 1                                   | 0                                   | 0.195                               | 0.317                               | 0.250                               | 0.567                               |                                     |                                     |
| 2008년      | 넥센        | 31                                  | 30                                  | 6                                   | 1                                   | 1                                   | 0                                   | 5                                   | 3                                   | 2                                   | 5                                   | 4                                   | 0                                   | 2                                   | 0                                   | 0.200                               | 0.300                               | 0.294                               | 0.594                               |                                     |                                     |
| 2009년      | 넥센        | 19                                  | 24                                  | 3                                   | 1                                   | 0                                   | 1                                   | 2                                   | 2                                   | 0                                   | 5                                   | 0                                   | 3                                   | 1                                   | 0                                   | 0.125                               | 0.292                               | 0.214                               | 0.506                               |                                     |                                     |
| 2010년      | 넥센        | 37                                  | 61                                  | 11                                  | 3                                   | 0                                   | 1                                   | 6                                   | 4                                   | 0                                   | 16                                  | 8                                   | 0                                   | 2                                   | 0                                   | 0.180                               | 0.279                               | 0.275                               | 0.554                               |                                     |                                     |
| 2011년      | 넥센        | 57                                  | 130                                 | 32                                  | 7                                   | 1                                   | 2                                   | 12                                  | 18                                  | 1                                   | 34                                  | 15                                  | 2                                   | 5                                   | 1                                   | 0.246                               | 0.362                               | 0.333                               | 0.695                               |                                     |                                     |
| 2012년      | 넥센        | 94                                  | 173                                 | 40                                  | 3                                   | 1                                   | 3                                   | 16                                  | 20                                  | 5                                   | 41                                  | 29                                  | 3                                   | 7                                   | 1                                   | 0.231                               | 0.312                               | 0.351                               | 0.663                               |                                     |                                     |
| 2013년      | 넥센        | 67                                  | 117                                 | 34                                  | 5                                   | 0                                   | 0                                   | 14                                  | 17                                  | 0                                   | 29                                  | 20                                  | 3                                   | 3                                   | 0                                   | 0.291                               | 0.333                               | 0.401                               | 0.735                               |                                     |                                     |
| 통산 : 12년 | 통산 : 12년 | 344                                 | 586                                 | 135                                 | 22                                  | 3                                   | 8                                   | 60                                  | 71                                  | 8                                   | 148                                 | 79                                  | 11                                  | 21                                  | 2                                   | 0.230                               | 0.319                               | 0.331                               | 0.650                               |                                     |                                     |